# Europees kampioenschap voetbal onder 18 - 1980
Het Europees kampioenschap voetbal onder 18 van 1980 (officieel het UEFA Jeugdtoernooi 1980) was de 33e editie van het, door de UEFA georganiseerde, voetbaltoernooi van speler onder de 18 jaar. Het toernooi werd tussen 16 en 25 mei 1980 gespeeld in Oost-Duitsland (DDR). Er deden 16 teams mee. Voorafgaand aan het toernooi werd een kwalificatie afgewerkt. Engeland werd voor de achtste keer winnaar. De finale in Leipzig werd met 2–1 gewonnen van Polen. Italië werd derde.
Dit toernooi dient tevens als kwalificatietoernooi voor het wereldkampioenschap voetbal onder 20 van 1981. De 6 beste landen van dit toernooi plaatsen zich, dat zijn Engeland, Italië, Polen, Roemenië, Spanje en West-Duitsland. Nederland kwalificeerde zich aanvankelijk, maar dat land wilde niet deelnemen.

## Kwalificatie
| Pos. | Land      | DV | DV | Ptn. |
| ---- | --------- | -- | -- | ---- |
| 1    | Frankrijk | 8  | 3  | 7    |
| 2    | Ierland   | 3  | 4  | 4    |
| 3    | België    | 3  | 7  | 1    |

| Pos. | Land          | DV | DV | Ptn. |
| ---- | ------------- | -- | -- | ---- |
| 1    | Noord-Ierland | 2  | 0  | 3    |
| 2    | Wales         | 0  | 2  | 1    |

| Pos. | Land      | DV | DV | Ptn. |
| ---- | --------- | -- | -- | ---- |
| 1    | Noorwegen | 5  | 2  | 3    |
| 2    | Zweden    | 2  | 5  | 1    |

| Pos. | Land    | DV | DV | Ptn. |
| ---- | ------- | -- | -- | ---- |
| 1    | Finland | 5  | 1  | 4    |
| 2    | IJsland | 1  | 5  | 0    |

| Pos. | Land      | DV | DV | Ptn. |
| ---- | --------- | -- | -- | ---- |
| 1    | Nederland | 3  | 3  | 2    |
| 2    | Schotland | 3  | 3  | 2    |

| Pos. | Land       | DV | DV | Ptn. |
| ---- | ---------- | -- | -- | ---- |
| 1    | Engeland   | 7  | 1  | 4    |
| 2    | Denemarken | 1  | 7  | 0    |

| Pos. | Land           | DV | DV | Ptn. |
| ---- | -------------- | -- | -- | ---- |
| 1    | West-Duitsland | 11 | 1  | 4    |
| 2    | Luxemburg      | 1  | 11 | 0    |

| Pos. | Land     | DV | DV | Ptn. |
| ---- | -------- | -- | -- | ---- |
| 1    | Portugal | 5  | 0  | 4    |
| 2    | Malta    | 0  | 5  | 0    |

| Pos. | Land        | DV | DV | Ptn. |
| ---- | ----------- | -- | -- | ---- |
| 1    | Spanje      | 5  | 0  | 4    |
| 2    | Zwitserland | 0  | 5  | 0    |

| Pos. | Land       | DV | DV | Ptn. |
| ---- | ---------- | -- | -- | ---- |
| 1    | Italië     | 6  | 2  | 3    |
| 2    | Oostenrijk | 2  | 6  | 1    |

| Pos. | Land   | DV | DV | Ptn. |
| ---- | ------ | -- | -- | ---- |
| 1    | Polen  | 6  | 0  | 4    |
| 2    | Cyprus | 0  | 6  | 0    |

| Pos. | Land              | DV | DV | Ptn. |
| ---- | ----------------- | -- | -- | ---- |
| 1    | Bulgarije         | 3  | 2  | 3    |
| 2    | Tsjecho-Slowakije | 2  | 3  | 1    |

| Pos. | Land        | DV | DV | Ptn. |
| ---- | ----------- | -- | -- | ---- |
| 1    | Hongarije   | 3  | 2  | 2    |
| 2    | Griekenland | 2  | 3  | 2    |

| Pos. | Land        | DV | DV | Ptn. |
| ---- | ----------- | -- | -- | ---- |
| 1    | Joegoslavië | 4  | 0  | 4    |
| 2    | Sovjet-Unie | 0  | 4  | 0    |

| Pos. | Land     | DV | DV | Ptn. |
| ---- | -------- | -- | -- | ---- |
| 1    | Roemenië | 4  | 0  | 4    |
| 2    | Turkije  | 0  | 4  | 0    |

## Groepsfase

### Groep A
| Pos. | Land      | GW | W | G | V | DV | DT | +/− | Ptn. |
| ---- | --------- | -- | - | - | - | -- | -- | --- | ---- |
| 1    | Italië    | 3  | 2 | 1 | 0 | 6  | 3  | +3  | 5    |
| 2    | Spanje    | 3  | 2 | 0 | 1 | 4  | 2  | +2  | 4    |
| 3    | Noorwegen | 3  | 0 | 2 | 1 | 2  | 3  | –1  | 2    |
| 4    | Hongarije | 3  | 0 | 1 | 2 | 2  | 6  | –4  | 1    |

|             |        |     |        |               |
| 16 mei 1980 | Italië | 1–0 | Spanje | Freiberg, DDR |
| 16 mei 1980 |        |     |        | Freiberg, DDR |

|             |           |     |           |            |
| 16 mei 1980 | Noorwegen | 0–0 | Hongarije | Weida, DDR |
| 16 mei 1980 |           |     |           | Weida, DDR |

|             |        |     |           |             |
| 18 mei 1980 | Spanje | 2–1 | Noorwegen | Meißen, DDR |
| 18 mei 1980 |        |     |           | Meißen, DDR |

|             |        |     |           |            |
| 18 mei 1980 | Italië | 4–2 | Hongarije | Zeitz, DDR |
| 18 mei 1980 |        |     |           | Zeitz, DDR |

|             |        |     |           |             |
| 20 mei 1980 | Spanje | 2–0 | Hongarije | Weimar, DDR |
| 20 mei 1980 |        |     |           | Weimar, DDR |

|             |        |     |           |                      |
| 20 mei 1980 | Italië | 1–1 | Noorwegen | Gräfenhainichen, DDR |
| 20 mei 1980 |        |     |           | Gräfenhainichen, DDR |

### Groep B
| Pos. | Land                           | GW | W | G | V | DV | DT | +/− | Ptn. |
| ---- | ------------------------------ | -- | - | - | - | -- | -- | --- | ---- |
| 1    | Nederland                      | 3  | 2 | 1 | 0 | 5  | 0  | +5  | 5    |
| 2    | Duitse Democratische Republiek | 3  | 1 | 1 | 1 | 2  | 1  | +1  | 3    |
| 3    | Frankrijk                      | 3  | 1 | 0 | 2 | 7  | 5  | +2  | 2    |
| 4    | Bulgarije                      | 3  | 1 | 0 | 2 | 2  | 10 | –8  | 2    |

|             |           |     |                                |                 |
| 16 mei 1980 | Bulgarije | 1–0 | Duitse Democratische Republiek | Weißenfels, DDR |
| 16 mei 1980 |           |     |                                | Weißenfels, DDR |

|             |           |     |           |             |
| 16 mei 1980 | Nederland | 2–0 | Frankrijk | Böhlen, DDR |
| 16 mei 1980 |           |     |           | Böhlen, DDR |

|             |           |     |           |                 |
| 18 mei 1980 | Nederland | 3–0 | Bulgarije | Elsterberg, DDR |
| 18 mei 1980 |           |     |           | Elsterberg, DDR |

|             |                                |     |           |             |
| 18 mei 1980 | Duitse Democratische Republiek | 2–0 | Frankrijk | Torgau, DDR |
| 18 mei 1980 |                                |     |           | Torgau, DDR |

|             |           |     |           |            |
| 20 mei 1980 | Frankrijk | 7–1 | Bulgarije | Penig, DDR |
| 20 mei 1980 |           |     |           | Penig, DDR |

|             |                                |     |           |                |
| 20 mei 1980 | Duitse Democratische Republiek | 0–0 | Nederland | Magdeburg, DDR |
| 20 mei 1980 |                                |     |           | Magdeburg, DDR |

### Groep C
| Pos. | Land           | GW | W | G | V | DV | DT | +/− | Ptn. |
| ---- | -------------- | -- | - | - | - | -- | -- | --- | ---- |
| 1    | Polen          | 3  | 3 | 0 | 0 | 7  | 2  | +5  | 6    |
| 2    | Roemenië       | 3  | 2 | 0 | 1 | 3  | 2  | +1  | 4    |
| 3    | West-Duitsland | 3  | 1 | 0 | 2 | 8  | 6  | +2  | 2    |
| 4    | Finland        | 3  | 0 | 0 | 3 | 3  | 11 | –8  | 0    |

|             |          |     |         |             |
| 16 mei 1980 | Roemenië | 2–1 | Finland | Wolfen, DDR |
| 16 mei 1980 |          |     |         | Wolfen, DDR |

|             |       |     |                |            |
| 16 mei 1980 | Polen | 3–2 | West-Duitsland | Pirna, DDR |
| 16 mei 1980 |       |     |                | Pirna, DDR |

|             |       |     |          |              |
| 18 mei 1980 | Polen | 1–0 | Roemenië | Meerane, DDR |
| 18 mei 1980 |       |     |          | Meerane, DDR |

|             |                |     |         |              |
| 18 mei 1980 | West-Duitsland | 6–2 | Finland | Gommern, DDR |
| 18 mei 1980 |                |     |         | Gommern, DDR |

|             |          |     |                |                  |
| 20 mei 1980 | Roemenië | 1–0 | West-Duitsland | Braunsbedra, DDR |
| 20 mei 1980 |          |     |                | Braunsbedra, DDR |

|             |       |     |         |                 |
| 20 mei 1980 | Polen | 3–0 | Finland | Zeulenroda, DDR |
| 20 mei 1980 |       |     |         | Zeulenroda, DDR |

### Groep D
| Pos. | Land          | GW | W | G | V | DV | DT | +/− | Ptn. |
| ---- | ------------- | -- | - | - | - | -- | -- | --- | ---- |
| 1    | Engeland      | 3  | 2 | 1 | 0 | 4  | 1  | +3  | 5    |
| 2    | Portugal      | 3  | 1 | 2 | 0 | 3  | 2  | +1  | 4    |
| 3    | Joegoslavië   | 3  | 0 | 2 | 1 | 3  | 5  | –2  | 2    |
| 4    | Noord-Ierland | 3  | 0 | 1 | 2 | 2  | 4  | –2  | 1    |

|             |          |     |               |               |
| 16 mei 1980 | Engeland | 1–0 | Noord-Ierland | Arnstadt, DDR |
| 16 mei 1980 |          |     |               | Arnstadt, DDR |

|             |             |     |          |                   |
| 16 mei 1980 | Joegoslavië | 1–1 | Portugal | Sangerhausen, DDR |
| 16 mei 1980 |             |     |          | Sangerhausen, DDR |

|             |               |     |             |               |
| 18 mei 1980 | Noord-Ierland | 2–2 | Joegoslavië | Geithain, DDR |
| 18 mei 1980 |               |     |             | Geithain, DDR |

|             |          |     |          |              |
| 18 mei 1980 | Engeland | 1–1 | Portugal | Rosslau, DDR |
| 18 mei 1980 |          |     |          | Rosslau, DDR |

|             |          |     |               |              |
| 20 mei 1980 | Portugal | 1–0 | Noord-Ierland | Oschatz, DDR |
| 20 mei 1980 |          |     |               | Oschatz, DDR |

|             |          |     |             |                |
| 20 mei 1980 | Engeland | 2–0 | Joegoslavië | Altenburg, DDR |
| 20 mei 1980 |          |     |             | Altenburg, DDR |

## Knock-outfase
|  | Halve finale   | Halve finale   |   |                  | Finale           | Finale |
|  |                |                |   |                  |                  |        |
|  | 23 mei – Gera  |                |   |                  |                  |        |
|  | Polen          | 2              |   |                  |                  |        |
|  | Italië         | 0              |   |                  |                  |        |
|  |                |                |   |                  |                  |        |
|  |                |                |   |                  | 25 mei – Leipzig |        |
|  |                |                |   |                  | Engeland         | 2      |
|  |                | Polen          | 1 |                  |                  |        |
|  |                |                |   |                  |                  |        |
|  |                |                |   |                  | Derde plaats     |        |
|  | 23 mei – Halle | 23 mei – Halle |   | 25 mei – Leipzig | 25 mei – Leipzig |        |
|  | Engeland       | 1              |   | Italië           | 3                |        |
|  | Nederland      | 0              |   |                  | Nederland        | 0      |

### Finale
|             |              |     |       |                                  |
| 25 mei 1980 | Engeland     | 2–1 | Polen | Leipzig, DDR Toeschouwers: 8.000 |
| 25 mei 1980 | Allen Gibson |     | ?     | Leipzig, DDR Toeschouwers: 8.000 |